# Mário Eduardo Viaro
Mário Eduardo Viaro (Botucatu, 1 de maio de 1968) é um linguista e tradutor brasileiro conhecido por suas pesquisas sobre etimologia e morfologia histórica da língua portuguesa. Realizou pós-doutorado na Universidade de Coimbra e é professor titular da Universidade de São Paulo, onde fundou o Núcleo de Apoio à Pesquisa em Etimologia e História da Língua Portuguesa. Foi colunista da revista Língua Portuguesa de 2006 a 2015 e um dos organizadores do "Beco das Palavras", do Museu da Língua Portuguesa, em São Paulo. É membro correspondente pelo Estado de São Paulo da Academia Brasileira de Filologia.